# Ферфакс, Николас, 14-й лорд Ферфакс из Камерона
Николас Джон Альберт Ферфакс, 14-й лорд Ферфакс из Камерона (англ. Nicholas Fairfax, 14th Lord Fairfax of Cameron; родился 4 января 1956 года) — шотландский дворянин, пэр и политик. Является нынешним (по состоянию на 2025 год) обладателем титула лорда Ферфакса из Камерона, сменив своего отца, Томаса Ферфакса, 13-го лорда Ферфакса из Камерона.

## Ранняя жизнь и образование
Николас Джон Альберт Фэрфакс родился 4 января 1956 года. Старший сын Томаса Ферфакса, 13-го лорда Ферфакса из Камерона (1923—1964) и его жены Сони Хелен Ганстон (1927—2017). Николас Ферфакс получил образование в Итоне и Даунинг-колледже в Кембридже (бакалавр по международному праву), является адвокатом и был призван в коллегию адвокатов после того, как стал членом Грейс-Инн (1977).

## Карьера
Лорд Фэрфакс руководил несколькими компаниями: Thomas Miller P and I и Thomas Miller Defence, 1987—1990; Sedgwick Marine & Cargo Ltd, 1995—1996; British-Georgian Soc. Ltd, 2006; Совкомфлот (Великобритания) Ltd, с 2005; Совкомфлот, 2007. Является меценатом благотворительного фонда «Амурский тигр и леопард», 2006. Он почетный гражданин Лондонского сити и ливрейный член Судостроительной компании.
Николас Ферфакс являлся членом Палаты лордов с 1977 по 1999 год. В ноябре 2015 года был избран[куда?] [кем?], чтобы вернуться в Палату лордов на дополнительных выборах консервативных наследственных пэров, после смерти лорда Монтегю де Болье (1926—2015).
В 2020 году лорд Ферфакс поддержал кандидатуру Джастина Ферфакса, вице-губернатора американского штата Виргиния, на выборах губернатора штата Виргиния в 2021 году. Прапрапрадедушка Джастина Ферфакса был рабом, освобожденным Томасом Ферфаксом, 9-м лордом Ферфаксом из Камерона.

## Личная жизнь
17 апреля 1982 года он женился на Аннабелле Рут Моррис (род. 13 января 1957), старшей дочери Николаса и Сары Гилэм Моррис из Ньюмаркета, от которой у него трое сыновей:
- Достопочтенный Эдвард Николас Томас Ферфакс (род. 20 сентября 1984)[2]
- Достопочтенный Джон Фредерик Энтони Ферфакс (род. 27 июня 1986)[2]
- Достопочтенный Рори Генри Фрэнсис Ферфакс (род. 21 мая 1991)[2]

Его наиболее вероятным наследником титула является его старший сын, достопочтенный Эдвард Николас Томас Ферфакс.